# Ринкебю

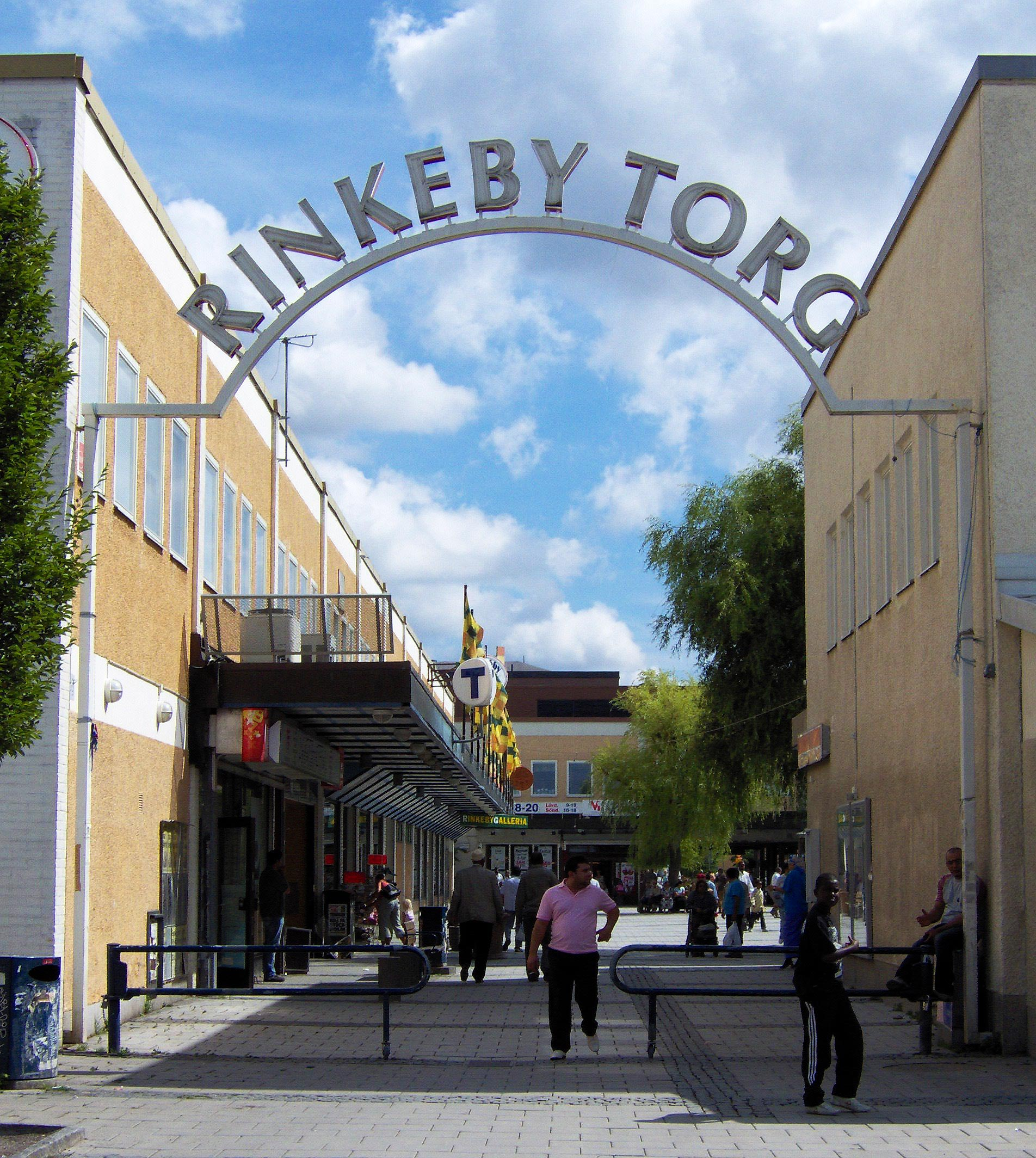
В центре Ринкебю. Вход на торговую площадь.

Ри́нкебю (швед.  Rinkeby) — округ в западной части коммуны Стокгольм — Вестерурт, на окраине Стокгольма. По состоянию на 31 декабря 1997 Ринкебю насчитывал 15051 жителей.
Ринкебю известен своей высокой концентрацией иммигрантов и людей с иностранными корнями. По данным на 31 декабря 2008 г. 89,3 % населения Ринкебю являются иммигрантами в первом или втором поколении. Наибольшую часть населения района составляют выходцы из Азии — 42 %, доля жителей с африканскими корнями колеблется на уровне 31,5 %, из-за большой сомалийской общины, населяющей кварталы Ринкебю.
Язык, социолект или этнолект, который имеет широкое распространение в Ринкебю, получил название «rinkebysvenska» (ринкебюшведский).

## История
Генеральный план постройки Ринкебю и соседнего Тенста был разработан в 1965 году. В 1968 началось строительство, а в 1969 въехали первые жильцы. Окончательная достройка завершилась в 1971 году.
В 1975 году в районе открылась станция стокгольмского метро Ринкебю (синяя линия).

## Архитектурный облик
Район застроен преимущественно многоэтажными социальными жилыми зданиями. Через его кварталы проходит автомагистраль имеющая номер европейского маршрута E 18, по которой можно доехать от Крейгавона в Северной Ирландии до Санкт-Петербурга в России.